# 聖盧西亞縣 (厄瓜多爾)
聖盧西亞縣（西班牙語：Cantón Santa Lucía），是厄瓜多爾的縣份，位於該國中部，由瓜亞斯省負責管轄，始建於1542年，面積348平方公里，海拔高度5米，2001年人口33,868，人口密度每平方公里97.32人。